# Mesembryanthemum canaliculatum
Mesembryanthemum canaliculatum är en isörtsväxtart som beskrevs av Adrian Hardy Haworth. Mesembryanthemum canaliculatum ingår i Isörtssläktet som ingår i familjen isörtsväxter. Inga underarter finns listade i Catalogue of Life.